# Montagnes La Sal
Les montagnes La Sal (en anglais : La Sal Mountains ou La Sal Range) sont un massif montagneux qui s'élève à 3 877 m dans l'État de l'Utah, aux États-Unis.
Leur nom provient de la ville de La Sal.
Les montagnes sont immortalisées sur la pièce de monnaie de l'Utah de la série de pièces américaines d'un quart de dollar America the Beautiful avec la Delicate Arch.

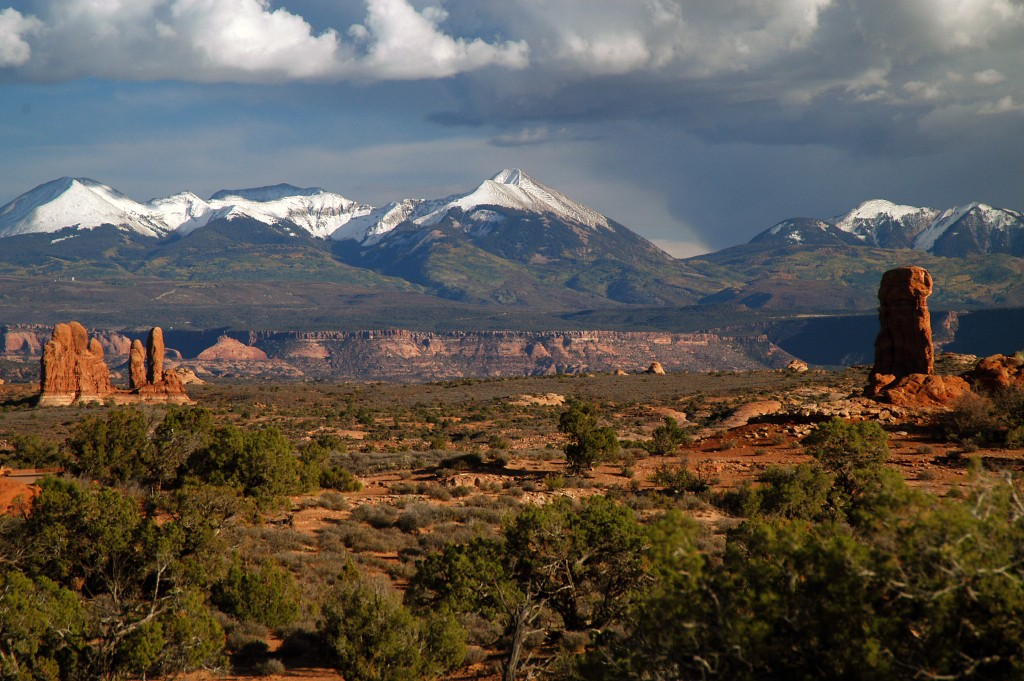
Les montagnes La Sal vues depuis le parc national des Arches.